# Trebostovo
Trebostovo (em húngaro: Kistorboszló) é um município da Eslováquia, situado no distrito de Martin, na região de Žilina. Tem 13,12 km² de área e sua população em 2018 foi estimada em 589 habitantes.

## Demografia
| Ano:        | 1994 | 2004   | 2014    | 2024    |
| ----------- | ---- | ------ | ------- | ------- |
| Broj ljudi: | 431  | 455    | 538     | 651     |
| Razlika:    |      | +5,56% | +18,24% | +21,00% |

| Ano:               | 2023 | 2024   |
| ------------------ | ---- | ------ |
| Número de pessoas: | 639  | 651    |
| Diferença:         |      | +1,87% |